# Gare d’Aubiet
Gare d’Aubiet vasútállomás Franciaországban, Aubiet településen.

## Vasútvonalak
Az állomást az alábbi vasútvonalak érintik:
- Saint-Agne–Auch-vasútvonal

## Kapcsolódó állomások
A vasútállomáshoz az alábbi állomások vannak a legközelebb:
- Gare de Gimont-Cahuzac
- Gare d’Auch